# Anders Mattsson

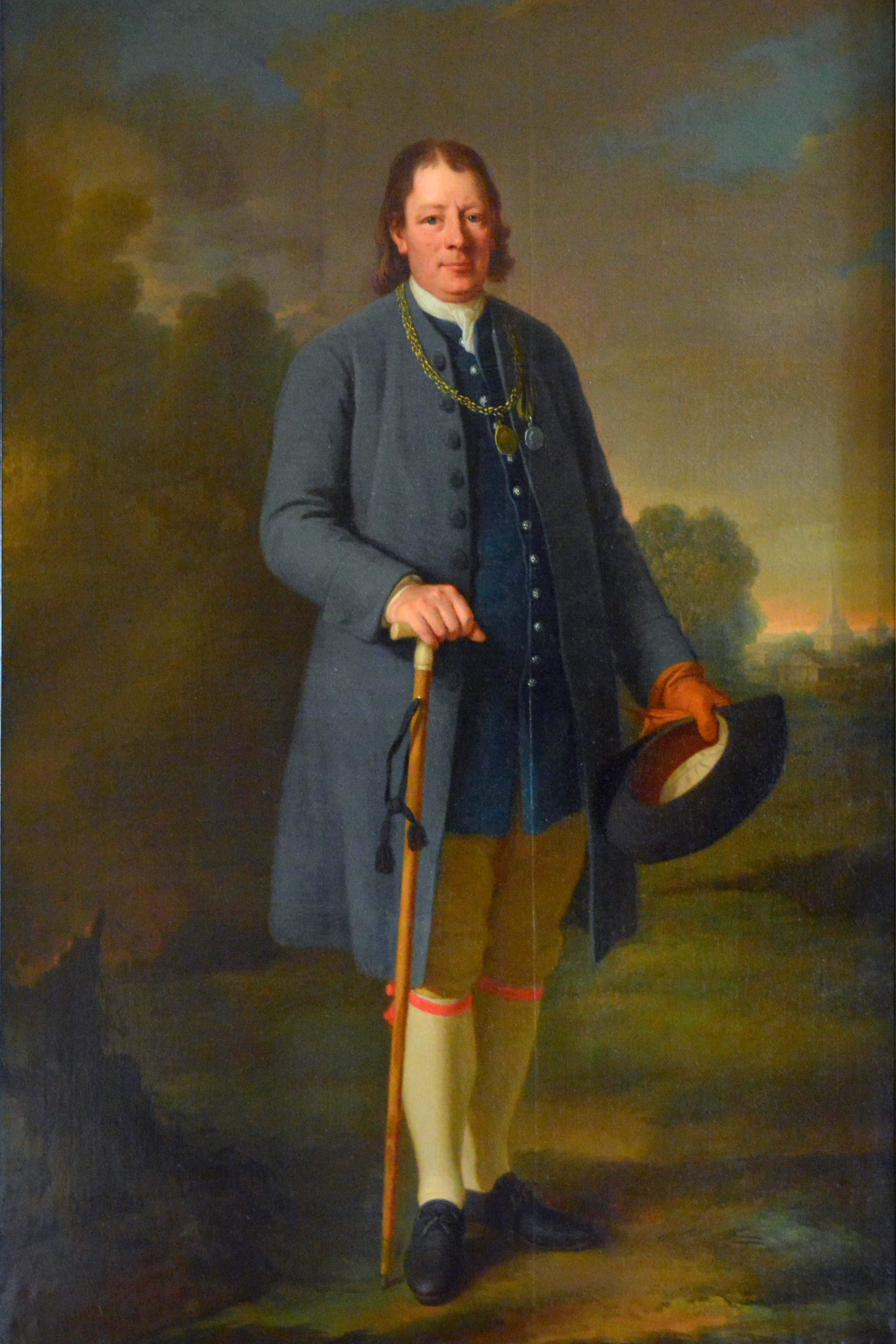
Anders Mattsson. Porträtt av Per Krafft den äldre. Statens porträttsamling. Runt halsen syns Gustav III:s faddertecken som han fick vid Gustav IV Adolfs dop, samt kastpenningen i silver i sitt svartgula band.

Anders Mattsson (Schrevelius), ursprungligen Andersson, född 1728 i Västra Klagstorp i Skåne, död 1790 i Malmö, var bondeståndets talman vid Riksdagen 1778–1779.

## Biografi
Anders Mattsson gifte sig med Bengta Larsdotter efter att hennes förste man, Anders Knutsson, dött och tog då över skötseln av rusthållet Östra Skrävlinge nummer 13. Han flyttade senare till Västra Skrävlinge där han ägde hemmanen 1 och 2 efter att ha bytt gård med sin halvbroder.
Anders Mattsson var en av de 45 faddrar och han var som bondeståndets talman även en av huvudfaddrarna, vid dopet av Gustav IV Adolf den 10 november 1778 i Stockholm. Mattsson fick Gustav III:s faddertecken i guld att bäras om halsen, och alla faddrar av Bondeståndet fick dessutom ett kastmynt att bäras i svart och gult band (Vasaättens färger) samt en guldvase (kärve) att bära på rocken, som skulle ärvas av äldste sonen i varje kommande släktled.
Ett porträtt i helfigur av Anders Mattsson målat av Per Krafft d.ä. bevarades på Gripsholms slott.

### Fotnoter
1. ↑  Nordisk familjebok